# Веб-интерфейс
Веб-интерфе́йс — веб-страница или совокупность веб-страниц, предоставляющая пользовательский интерфейс для взаимодействия с сервисом или устройством посредством протокола HTTP и веб-браузера. Веб-интерфейсы получили широкое распространение в связи с ростом популярности всемирной паутины, и соответственно, повсеместного распространения веб-браузеров.
Одним из основных требований к веб-интерфейсам является их одинаковый внешний вид и одинаковая функциональность при работе в различных браузерах и на различных устройствах.

## Варианты реализации

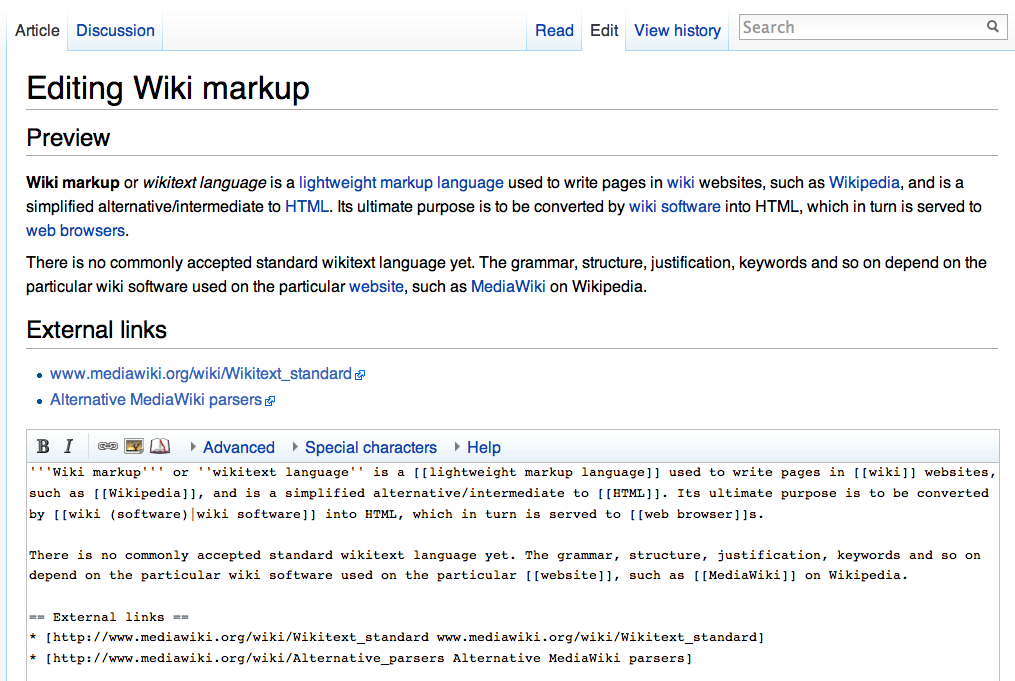
Пример веб-интерфейса: интерфейс редактирования вики-текста в «MediaWiki»

Классическим и наиболее популярным методом создания веб-интерфейсов является использование HTML с применением CSS и JavaScript'a. Однако различная реализация HTML, CSS, DOM и других спецификаций в браузерах вызывает проблемы при разработке веб-приложений и их последующей поддержке. Кроме того, возможность пользователя настраивать многие параметры браузера (например, размер шрифта, цвета, отключение поддержки сценариев и типографического выделения) может препятствовать корректной работе интерфейса (например, проблема отображение элементов, их расположением и функциональностью).
Другой (менее универсальный) подход заключается в использовании Adobe Flash, Silverlight или Java-апплетов для полной или частичной реализации пользовательского интерфейса. Поскольку большинство браузеров поддерживает эти технологии (как правило, с помощью плагинов), Flash- или Java-приложения могут выполняться с легкостью. Так как они предоставляют программисту больший контроль над интерфейсом, они способны обходить многие несовместимости в конфигурациях браузеров, хотя несовместимость между Java или Flash реализациями на стороне клиента может приводить к различным осложнениям.

## Преимущества применения
Основным преимуществом веб-интерфейсов является отсутствие необходимости установки дополнительного программного обеспечения, так как популярные операционные системы поставляются с уже установленным браузером.